# Pedro Fages
Don Pedro Fages Beleta ou en catalan, Pere Fages i Beleta (1734–1794), surnommé El Oso, était un soldat catalan, un explorateur et le second Gouverneur militaire espagnol de la Californie durant les années 1770 à 1774, puis Gouverneur des Californies entre 1782 et 1791.